# Caaguazú megye
Caaguazú  egy megye Paraguayban. A fővárosa Coronel Oviedo.

## Földrajz
Az ország középső részén található. Megyeszékhely: Coronel Oviedo

## Települések
20 szervezeti egységre oszlik:
1. Caaguazú
2. Carayaó
3. Coronel Oviedo
4. Doctor Cecilio Báez
5. Doctor J. Eulogio Estigarribia
6. Doctor Juan Manuel Frutos
7. José Domingo Ocampos
8. La Pastora
9. Mariscal Francisco Solano López
10. Nueva Londres
11. Raúl Arsenio Oviedo
12. Repatriación
13. R. I. Tres Corrales
14. San Joaquín
15. San José de los Arroyos
16. Santa Rosa del Mbutuy
17. Simón Bolívar
18. Tres de Febrero
19. Vaquería
20. Yhú